# Busime
Busime es un subcondado del distrito de Busia. Está ubicado en la región Oriental de Uganda.

## Superficie
Posee una superficie de 53,63 kilómetros cuadrados.

## Población
Hasta 2020 presentaba una población de 22 100 habitantes, con una densidad de población de 412,1 habitantes por kilómetro cuadrado. De ellos 10 800 correspondían a hombres (48,9%) y 11 300 mujeres (51,1%).